# Gemeinde Fushë Kosova
Die Gemeinde Fushë Kosova (albanisch Komuna e Fushë Kosovës, serbisch Општина Косово Поље Opština Kosovo Polje) ist eine Gemeinde im Kosovo. Sie liegt im Bezirk Pristina. Verwaltungssitz ist die Stadt Fushë Kosova.
Die Gemeinde ist 1988 gegründet worden, davor gehörte das Gebiet zur Gemeinde Pristina.

## Geographie
Die Gemeinde Fushë Kosova befindet sich im Zentrum des Kosovo. Im Süden grenzt sie an die Gemeinde Lipjan, im Osten an die Gemeinden Pristina und Gračanica, im Norden an die Gemeinde Obiliq und im Westen an die Gemeinde Drenas. Insgesamt befinden sich 15 Dörfer in der Gemeinde, ihre Fläche beträgt 83 km². Zusammen mit den Gemeinden Pristina, Podujeva, Drenas, Obiliq, Lipjan, Gračanica bildet die Gemeinde den Bezirk Pristina.

## Bevölkerung
Gemäß neuester Volkszählung von 2024 hat die Gemeinde 63.949 Einwohner.
Die vorige Volkszählung aus dem Jahr 2011 ergab eine Einwohnerzahl von 34.827, davon bezeichneten sich 30.275 als Albaner (86,9 %), 3230 als Aschkali (9,3 %), 436 als Roma (1,3 %), 321 als Serben (0,9 %), 282 als Balkan-Ägypter (0,8 %) und 111 als Angehörige anderer Nationalitäten.
34.019 deklarierten sich als Muslime, 428 als Orthodoxe, 71 als Katholiken, 218 gaben keine Antwort oder waren konfessionslos.
| Zensus    | 1948  | 1953  | 1961   | 1971   | 1981   | 1991   | 2011   | 2024   |
| --------- | ----- | ----- | ------ | ------ | ------ | ------ | ------ | ------ |
| Einwohner | 7.073 | 8.137 | 11.119 | 19.678 | 28.367 | 33.921 | 34.827 | 63.949 |

| Ethnie         | Albaner | Serben | Türken | Bosniaken | Roma | Aschkali | Goranen | Balkan-Ägypter | Andere | Unbekannt | Antwort verweigert |
| -------------- | ------- | ------ | ------ | --------- | ---- | -------- | ------- | -------------- | ------ | --------- | ------------------ |
| Einwohner 2011 | 30.275  | 321    | 62     | 34        | 436  | 3.230    | 15      | 282            | 131    | 32        | 9                  |

| Religion       | Muslime | Orthodoxe | Katholiken | Konfessionslose | Andere | Unbekannt | Antwort verweigert |
| -------------- | ------- | --------- | ---------- | --------------- | ------ | --------- | ------------------ |
| Einwohner 2011 | 34.019  | 428       | 71         | 31              | 30     | 61        | 187                |

## Orte
Die Liste der Orte in der Gemeinde Fushë Kosova enthält die 16 Orte, in die sich die Gemeinde gliedert.
| Albanisch         | Serbisch         | Einwohnerzahl (Volkszählung 2011) |
| ----------------- | ---------------- | --------------------------------- |
| Bardh i Madh      | Veliki Belaćevac | 2750                              |
| Bardh i Vogël     | Mali Belaćevac   | 494                               |
| Bresja            | Bresja           | 5596                              |
| Fushë Kosova      | Kosovo Polje     | 12919                             |
| Graboc i Poshtëm  | Donji Grabovac   | 1017                              |
| Harilaç           | Ariljača         | 936                               |
| Henc              | Ence             | 747                               |
| Kuzmin            | Kuzmin           | 334                               |
| Lismir            | Dobri Dub        | 758                               |
| Miradia i Epërme  | Gornje Dobrevo   | 1424                              |
| Miradia e Poshtme | Donje Dobrevo    | 1647                              |
| Nakarada          | Nakarade         | 1506                              |
| Pomazatin         | Pomazatin        | 748                               |
| Sllatina e Madhe  | Velika Slatina   | 1839                              |
| Sllatina e Vogël  | Mala Slatina     | 598                               |
| Vragolia          | Vragolija        | 1514                              |